# Список претендентов на премию «Оскар» за лучший фильм на иностранном языке от СССР
Список претендентов на премию «Оскар» за лучший фильм на иностранном языке от СССР включает в себя все фильмы, снятые в СССР с 1963 по 1991 год и выдвинутые на премию «Оскар» в номинации «Лучший фильм на иностранном языке».
Три советских фильма («Война и мир», «Дерсу Узала» и «Москва слезам не верит») получили статуэтку в этой номинации, ещё 11 входили в шорт-лист. Все фильмы, представлявшие СССР, были сняты на русском языке, кроме драмы Тенгиза Абуладзе «Покаяние» (1987), диалоги которого были исключительно на грузинском языке и военной драмы на трасянке Элема Климова «Иди и смотри».

## История
| |  |  |
| Постановщики всех советских «оскароносных» фильмов, слева направо: Сергей Бондарчук, Акира Куросава и Владимир Меньшов |  |  |

В общей сложности, фильмы Советского Союза девять раз входили в шорт-лист премии. В период существования СССР статуэтку получили три картины — «Война и мир» (1967), «Дерсу Узала» (1975) и «Москва слезам не верит» (1980). Кроме того, за роль в фильме Никиты Михалкова «Очи чёрные» итальянский актёр Марчелло Мастроянни был в 1987 году номинирован на «Оскар» в категории «Лучшая мужская роль».
«Война и мир», получившая статуэтку в 1968 году, до сегодняшнего дня является самым длинным фильмом, когда-либо удостаивавшимся «Оскара» и показанным на телевидении. На церемонию вручения Бондарчук не приехал — снимал новую ленту, премию за него получала актриса Людмила Савельева. Статуэтка режиссёра ныне находится в Московском музее кино.
«Москва слезам не верит», отправленная членам Американской киноакадемии, в своё время вызвала, как вспоминает Меньшов, «хохот». Режиссёр знал, что он номинирован, и 31 марта 1981 года включил радиоприёмник с надеждой на то, что сообщат хоть что-нибудь о церемонии вручения, но так ничего и не дождался. На следующий день (день смеха) коллеги и друзья начали поздравлять его с триумфом, но Меньшов поверил в победу только после звонка из Госкино и просмотра программы «Время». Свою статуэтку режиссёр получил только в 1988 году, на первой церемонии вручения премии «Ника».

## Список фильмов
| Год выхода и номер церемонии | Название фильма             | Режиссёр            | Результат       |
| ---------------------------- | --------------------------- | ------------------- | --------------- |
| 1991 64-я                    | «Изыди!»                    | Дмитрий Астрахан    | Не номинирован  |
| 1990 63-я                    | «Такси-блюз»                | Павел Лунгин        | Не номинирован  |
| 1989 62-я                    | «Город Зеро»                | Карен Шахназаров    | Не номинирован  |
| 1988 61-я                    | Не был выбран ни один фильм |                     |                 |
| 1987 60-я                    | «Покаяние»                  | Тенгиз Абуладзе     | Не номинирован  |
| 1986 59-я                    | «Чужая белая и рябой»       | Сергей Соловьёв     | Не номинирован  |
| 1985 58-я                    | «Иди и смотри»              | Элем Климов         | Не номинирован  |
| 1984 57-я                    | «Военно-полевой роман»      | Пётр Тодоровский    | Номинирован     |
| 1983 56-я                    | «Васса»                     | Глеб Панфилов       | Не номинирован  |
| 1982 55-я                    | «Частная жизнь»             | Юлий Райзман        | Номинирован     |
| 1981 54-я                    | «О спорт, ты — мир!»        | Юрий Озеров         | Не номинирован  |
| 1980 53-я                    | «Москва слезам не верит»    | Владимир Меньшов    | Получил «Оскар» |
| 1979 52-я                    | «Осенний марафон»           | Георгий Данелия     | Не номинирован  |
| 1978 51-я                    | «Белый Бим Чёрное ухо»      | Станислав Ростоцкий | Номинирован     |
| 1977 50-я                    | «Восхождение»               | Лариса Шепитько     | Не номинирован  |
| 1976 49-я                    | «Они сражались за Родину»   | Сергей Бондарчук    | Не номинирован  |
| 1975 48-я                    | «Дерсу Узала»               | Акира Куросава      | Получил «Оскар» |
| 1974 47-я                    | «Лютый»                     | Толомуш Океев       | Не номинирован  |
| 1973 46-я                    | «Освобождение»              | Юрий Озеров         | Не номинирован  |
| 1972 45-я                    | «А зори здесь тихие»        | Станислав Ростоцкий | Номинирован     |
| 1971 44-я                    | «Чайковский»                | Игорь Таланкин      | Номинирован     |
| 1970 43-я                    | Не был выбран ни один фильм |                     |                 |
| 1969 42-я                    | «Братья Карамазовы»         | Иван Пырьев         | Номинирован     |
| 1968 41-я                    | «Война и мир»               | Сергей Бондарчук    | Получил «Оскар» |
| 1964—1967                    | Не был выбран ни один фильм |                     |                 |
| 1963 36-я                    | «Иваново детство»           | Андрей Тарковский   | Не номинирован  |